# Dreams of Death
Dreams of Death è il nono album in studio del gruppo musicale statunitense Flotsam and Jetsam, pubblicato nel 2005 dalla Crash Music.

## Tracce
1. Requiescal - 0:36
2. Straight To Hell - 4:30
3. Parapsychic, Paranoid - 2:52
4. Bleed - 5:19
5. Look In His Eyes - 4:24
6. Childhood Hero - 6:26
7. Bathing In Red - 6:20
8. Nascentes Morimar - 5:02
9. Out Of Mind - 11:51 (include la traccia nascosta Bathing In Red (Acoustic Alternate Version))

## Formazione
- Edward Carlson - chitarra
- Eric A.K. - voce
- Jason Ward - basso
- Craig Nielsen - batteria
- Mark Simpson - chitarra